# Sherlock Holmes: El misterio de la momia

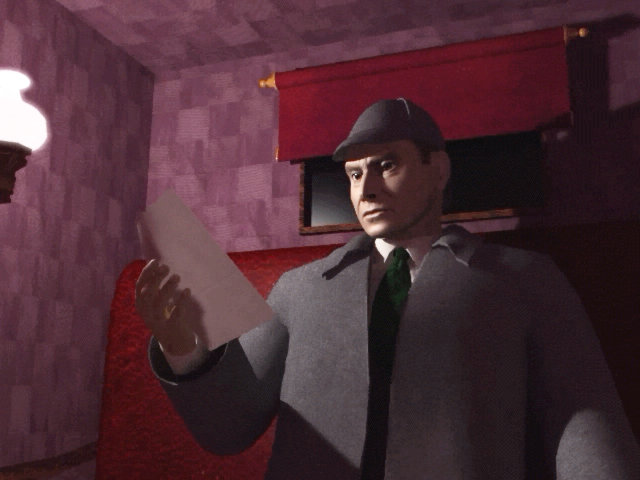
Parte de la introducción del videojuego.

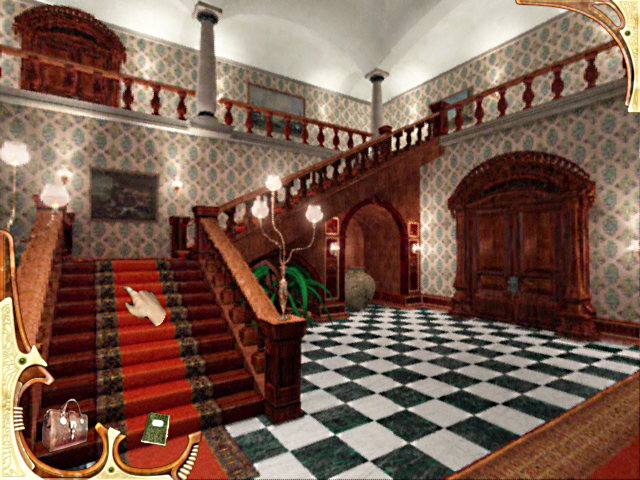
Interfaz del juego.

Sherlock Holmes: El misterio de la momia es un videojuego de aventura para Microsoft Windows, desarrollado por Frogwares y lanzado en 2002. El jugador controla al renovado detective de sir Arthur Conan Doyle, Sherlock Holmes, investigando la mansión del arqueólogo británico lord Montecalf, misteriosamente abandonada. Es el primero en la sagaAventuras de Sherlock Holmes de los juegos de aventura desarrollado por Frogwares y Viva Media, y fue portado tanto para la Nintendo DS y la Wii en 2009.

## Jugabilidad
La versión original del juego es jugada desde una perspectiva en primera persona. Los lugares son presentados en tres dimensiones, utilizando fondos pre-renderizados y presentan movimiento limitado; el jugador utiliza el ratón para moverse entre una serie de posiciones establecidas en el ambiente. El jugador recoge una serie de objetos mientras se mueven a través del mundo del juego, y algunas notas de registros de la libreta y documentos que se han encontrado. Estos objetos son piezas de información utilizadas para resolver una serie de puzles.
El puerto de Nintendo DS de Sherlock Holmes: El Misterio de la Momia es vuelta a jugar desde una perspectiva en primera persona, utilizando fondos pre-renderizados para presentar un entorno tridimensional. El jugador utiliza el lápiz táctil tanto para interactuar con objetos en el entorno como para moverse. Las dos pantallas son usados para mostrar el entorno y el inventario de Holmes; el jugador puede cambiar según en qué desean interactuar. La mayoría de los puzles se basan en abrir puertas cerradas, que requieren recolectar objetos que deben ser situados en secuencia a fin de proceder. Esta versión del juego ha recibido críticas mixtas, y tiene una puntuación de 57 sobre 100 en revisión agregador de Metacritic.
La versión de Wii del juego conserva muchas de las características de juego de la anterior versión de Nintendo DS, incorporando el uso del Wii Remote y el Nunchuk. Los gráficos han sido mejorados también, reemplazando los fondos pre-renderizados con un motor 3D más equipado totalmente, incluyendo el uso de shaders.